# 蚕院駅
蚕院駅（チャムォンえき）は、大韓民国ソウル特別市瑞草区蚕院
にあるソウル交通公社3号線の駅。駅番号は338。

## 駅構造
ホーム階は地下2階にあり、相対式ホーム2面2線を有している。保安用にホームドアシステム（フルスクリーンタイプ）を装備する。
改札階は地下1階にある。改札口は東側（新沙寄り）と西側（高速ターミナル寄り）の2ヶ所ある。東側の改札のみホームへの連絡エレベーターが設置されている。化粧室は東側の改札内にある。
出入口は1番から4番の計4ヶ所ある。

### のりば
案内上ののりば番号は設定されていない。
| ホーム | 路線  | 行先                                 |
| ------ | ----- | ------------------------------------ |
| 上り   | 3号線 | 鍾路3街・旧把撥・大谷・大化方面      |
| 下り   | 3号線 | 高速ターミナル・良才・水西・梧琴方面 |

## 利用状況
アパートに囲まれているにもかかわらず、利用客はそれほど多くない。2001年には近隣の盤浦駅や高速ターミナル駅の影響で7千人台を下回り、現在は6千人台を維持している。
近年の一日平均利用人員推移は下記のとおり。
| 路線  | 路線     | 2000年 | 2001年 | 2002年 | 2003年 | 2004年 | 2005年 | 2006年 | 2007年 | 2008年 | 2009年 | 出典  |
| ----- | -------- | ------ | ------ | ------ | ------ | ------ | ------ | ------ | ------ | ------ | ------ | ----- |
| 3号線 | 乗車人員 | 7,081  | 6,687  | 6,737  | 6,728  | 6,850  | 6,700  | 6,553  | 6,321  | 6,514  | 6,745  | [ 1 ] |
| 3号線 | 降車人員 | 6,886  | 6,391  | 6,545  | 6,565  | 6,611  | 6,449  | 6,354  | 6,111  | 6,645  | 6,416  | [ 1 ] |
| 3号線 | 乗降人員 | 13,967 | 13,078 | 13,282 | 13,293 | 13,461 | 13,149 | 12,907 | 12,432 | 13,160 | 13,161 | [ 1 ] |
| 路線  | 路線     | 2010年 | 2011年 | 2012年 | 2013年 | 2014年 | 2015年 |        |        |        |        | [ 1 ] |
| 3号線 | 乗車人員 | 6,663  | 6,684  | 6,648  | 6,068  | 6,114  | 5,832  |        |        |        |        | [ 1 ] |
| 3号線 | 降車人員 | 6,336  | 6,354  | 6,319  | 5,783  | 5,844  | 5,661  |        |        |        |        | [ 1 ] |
| 3号線 | 乗降人員 | 12,999 | 13,038 | 12,967 | 11,851 | 11,957 | 11,492 |        |        |        |        | [ 1 ] |

## 駅周辺
- 韓新アパート
- 京院中学校
- 盤浦漢陽アパート
- 盤浦総合社会福祉館
- 緑園アパート
- 漢新新盤浦アパート
- 盤浦3洞住民センター
- 漢江市民公園 蚕院地区
- グリーンアパート
- ロイヤルアパート
- 青丘アパート
- 新東初等学校
- 新東中学校
- ミジュパステルアパート
- 蚕院治安センター
- 大林アパート
- 蚕院洞住民センター
- 京釜高速国道蚕院インターチェンジ
- ソウル交通公社7号線盤浦駅－南へ約500m。徒歩10分程度。

## 歴史
- 1985年10月18日 - 開業。

## 隣の駅
ソウル交通公社
 3号線
新沙駅 (337) - 蚕院駅 (338) - 高速ターミナル駅 (339)